# Beto da Silva
Luiz Humberto da Silva Silva (Lima, 28 de diciembre de 1996), más conocido como Beto da Silva, es un futbolista peruanobrasileño. Juega como delantero centro en Club Cienciano, de la Liga 1 de Perú.

## Vida personal
A lo paralelo con su carrera deportiva, en 2021, contrajo matrimonio con la modelo y personalidad de televisión Ivana Yturbe, con quién tiene una hija. De una relación anterior con Alessia Vurbal tiene un hijo.

## Trayectoria
De padre brasileño y madre peruana, es peruano de nacimiento. Sin embargo, lo llevaron a Brasil a los dos años, donde jugó en las divisiones inferiores de los clubes Internacional por dos años y luego pasó al Gremio F.B.P.A. por cuatro años más. Se inició jugando de volante, pero como empezó a hacer goles lo ubicaron de "9". Después regresó al Perú a principios del 2011 con 15 años paso a las juveniles del cuadro celeste.

### Sporting Cristal
Debutó en el fútbol profesional el 19 de junio de 2013 con tan solo 16 años. En aquel entonces el entrenador era Roberto Mosquera. Mosquera decidió usarlo en un encuentro contra Alianza Lima, con la finalidad de tener una delantera ligera, aunque no pudo mostrarse del todo ya que se lesionó y fue reemplazado a los 30 minutos del primer tiempo por Renzo Sheput.
El 30 de agosto de 2014, marcó su primer gol en el fútbol profesional, jugado de local en el Estadio Alberto Gallardo ante el último de la tabla Los Caimanes, por la fecha 15 del Torneo Apertura, si bien los "celestes" empezaron y terminaron controlando el encuentro, fue el cuadro visitante quien abrió el marcador y desde ese momento se encargó de complicar a la defensa rimense. En el segundo tiempo el gol celeste llegó a poco del final, a los 81 minutos luego de un pase de Irven Ávila a Beto da Silva para que anotara su primer tanto en Primera División en el cotejo que terminó empatado 1-1
El 5 de noviembre de 2014, Beto marcó su segundo gol con la camiseta de Cristal. Al minuto 53 el delantero venció al arquero argentino Diego Morales al conectar de cabeza un centro desde la izquierda; donde Sporting Cristal venció 2-0 a Cienciano por el Torneo Clausura. — Beto terminó la temporada 2014 con 2 goles en 14 partidos, donde Sporting Cristal se hizo con el título número 17 de Primera División.
En la temporada 2015, los celestes se enfrentaron por el Torneo del Inca, al FBC Melgar en Arequipa el 14 de febrero, Beto ingresó en el segundo tiempo por el lesionado Alexander Succar en la derrota de 2-1. — A lo largo del 2015, Daniel Ahmed, quien sucesor de Roberto Mosquera, decide darle más confianza. Este no tardaría en responder anotando goles en los partidos contra Alianza Atlético en la victoria 4-1 en el Estadio Alberto Gallardo, a Sport Huancayo en la derrota 5-3 de visita en el Estadio Huancayo y ante FBC Melgar marcando un golazo de chalaca en el empate 2-2 de local; todos en el Clausura.
El 6 de diciembre de 2015, Beto se encontraba en una buena racha y estaba mostrando grandes actuaciones, le anotó un gol a César Vallejo CF en las semifinales de ida de los play-offs de la Copa Movistar en el Estadio Alberto Gallardo. Beto anota un gran gol, venciendo de forma habilidosa la marca de Emiliano Ciucco, luego corriendo 30 metros y definiendo sobre la marca de Luis Cardoza. El partido contra los poetas termina con un marcador 3-1 a favor de Sporting Cristal y consolida a Beto da Silva como titular indiscutible, con tan solo 18 años. Este gol representó un paso muy grande para que Sporting Cristal llegue a la final del Torneo Descentralizado 2015. En la vuelta el conjunto "cervecero" perdió 4-3 pero a pesar de ello clasificó a la final. Da Silva volvió a anotar un golazo arrancando desde el medio campo, dejando a dos defensores atrás y definiendo con categoría. 
El 13 de diciembre en la final de ida, tuvo otra destacada actuación y Sporting Cristal empató 2-2 con FBC Melgar en el Estadio Nacional. — Por el partido de vuelta jugado el 16 de diciembre en Arequipa, Beto anotó el primero para Cristal, después Melgar lo empató con gol de Ysrael Zúñiga y lo volteo con gol de Omar Fernández, minutos más tarde tras una jugada iniciada por Beto, le cobraron penal a Cristal y lo anotó Sergio Blanco. Al último minuto, Bernardo Cuesta pondría el 3 a 2, dándole el campeonato a FBC Melgar. Beto da Silva terminó la temporada 2015 jugando 21 partidos y marcando 6 goles.

### Jong PSV y PSV Eindhoven
El 3 de enero de 2016, el PSV Eindhoven hizo oficial el traspaso de "Beto", para las siguientes tres temporadas como jugador libre proveniente del Sporting Cristal. Se integró al Jong PSV, equipo filial que disputaba la segunda división de Holanda.
Debutó con el club rojiblanco, el 18 de enero de 2016 en el marco de la jornada 20 de la Eerste Divisie donde su equipo el Jong PSV enfrentó al MVV Maastricht, Beto saltó al campo en el minuto 76 en sustitución de Ramon Lundqvist en la victoria de su equipo por 2-0 como local. El 1 de febrero , anotó su primer gol como jugador del Jong PSV en el triunfo de 3-1 de su equipo ante RKC Waalwijk. Anotando el tercero para su equipo.
El 6 de enero de 2017 es promovido oficialmente al primer equipo del PSV Eindhoven; sin embargo, anteriormente, en julio de 2016 ya había debutado en un amistoso ante el FC Oporto entrando al terreno de juego en el minuto 84.

### Grêmio
Fue vendido al Gremio luego de ser ascendido al primer equipo del PSV Eindhoven, jugó 13 partidos de los cuales solo en uno fue titular; anotó un gol y asistió una vez.

### Retorno a Europa
Después de su paso por los Tigres de la UANL de México el día 2 de septiembre de 2019 es prestado al Deportivo La Coruña de la Segunda División de España.

### Retorno a Perú y Alianza Lima
En el 2020 tras irregulares campañas en Europa, en febrero optaría por regresar a Perú para darle un reinicio a su carrera deportiva. Tras una pugna por su fichaje entre los equipos Alianza Lima y Sporting Cristal, finalmente eligió a Alianza y se convirtió en el último fichaje del entrenador Pablo Bengoechea. Debutó en la derrota 0-1 ante Nacional de Uruguay por la Copa Libertadores. Pese a no estar exento de las lesiones, logró tener una mayor continuidad comparado a sus anteriores temporadas, aunque su nivel fue igualmente cuestionado por los hinchas al no poder anotar ningún gol. Finalmente se fue a préstamo a la UCV por todo el 2021.

### Universidad César Vallejo
Durante la temporada 2021, Da Silva debutó con el conjunto vallejiano el 3 de marzo en la derrota 2-0 ante el Caracas FC por la Copa Libertadores. Su debut en la Liga 1 2021, fue el 14 de marzo en la victoria 3-2 ante el Sport Boys por el Torneo Apertura. Durante su año con el elenco trujillano, el futbolista fue más usado como extremo izquierdo en lugar de delantero y llegó a anotar dos goles, el primero en el empate 2-2 contra el Sport Boys por el Torneo Clausura, marcando una diana oficial después de dos años y el segundo tanto, en el mismo torneo corto, ante el Alianza Universidad en la victoria 3-1. Terminada la campaña de dicho año, el equipo no deseó ampliar su vínculo con el deportista, por lo que debía regresar a su club de origen. 

### Segunda etapa en Alianza Lima
Debido a que la Universidad César Vallejo no tenía interés en ampliar el préstamo, Da Silva regresó a Alianza Lima para su segunda temporada durante todo el 2022. Por lo tanto, fue presentado como parte del primer equipo en la Noche Blanquiazul y debutó con el conjunto aliancista en dicho amistoso en la victoria 1-0 contra el DIM, ingresando a los 82 minutos por Oslimg Mora. Si bien Beto tuvo un interés inicial de permanecer en el club por todo el año y sus compañeros de equipo lo respaldaron, la llegada de nuevos atacantes al cuadro victoriano como Cristian Benavente, hicieron que la dirigencia decida cederlo a otra escuadra por mutuo acuerdo. 

### Segunda etapa en la UCV
El 10 de febrero, la Universidad César Vallejo anunció que Da Silva regresaba al equipo trujillano para jugar la Liga 1 2022 en calidad de préstamo, nuevamente por una temporada.

## Selección nacional

### Selecciones menores
Con 14 años participó en la selección sub-15, dirigida por JJ Oré, en el sudamericano de la categoría disputado en Uruguay el 2011.
Ha sido internacional con la Selección Sub-17, con la cual disputó el Sudamericano Sub-17 del 2013 realizado en Argentina. El 3 de abril hizo su debut ante la selección de Uruguay, encuentro que culminó 2-0. La selección peruana logró la clasificación al hexagonal final como tercero del grupo B, Perú culminó en la sexta posición del hexagonal final y no logró clasificar a la Copa Mundial de Fútbol Sub-17 de 2013 realizarse en Emiratos Árabes Unidos.
Formó parte de la lista definitiva del director técnico Daniel Ahmed para participar en los  Juegos Bolivarianos de 2013, realizado en la ciudad de Trujillo. Beto disputó todos los partidos. El 23 de noviembre Perú perdió 2-3 con Ecuador en la semifinal, por el tercer lugar Perú venció a Guatemala por 3-0 en el Estadio Mansiche, obteniendo así la Medalla de bronce.
Fue convocado por el entrenador Víctor Rivera para integrar la Selección sub-20, con la cual disputó el Campeonato Sudamericano de Fútbol Sub-20 de 2015 realizado en Uruguay. Beto le anotó goles a las selecciones de Argentina y Bolivia.

#### Participaciones en selecciones menores
| Torneo                      | Sede      | Resultado          | Partidos | Goles | Media goleadora |
| --------------------------- | --------- | ------------------ | -------- | ----- | --------------- |
| Sudamericano Sub-15 de 2011 | Uruguay   | 8.º (Primera Fase) | 3        | 0     | 0.00            |
| Sudamericano Sub-17 de 2013 | Argentina | 6.º (Fase Final)   | 7        | 3     | 0.43            |
| Juegos Bolivarianos de 2013 | Perú      | Bronce             | 4        | 2     | 0.50            |
| Sudamericano Sub-20 de 2015 | Uruguay   | 5.º (Fase Final)   | 8        | 2     | 0.25            |

### Selección mayor
Es convocado por primera vez a la selección absoluta el 7 de marzo de 2016, para los partidos por las Eliminatorias al Mundial de Rusia 2018 para los encuentros contra Venezuela y Uruguay respectivamente. No pudo debutar, pero estuvo en el banco ambos partidos. Antes de viajar a Estados Unidos para la Copa América Centenario, debutó como titular el 23 de mayo de 2016 frente a Trinidad y Tobago en un partido amistoso donde logró anotar su primer gol, tras recibir un gran pase de Christian Cueva, para luego dejar en el piso a un defensa, definiendo de la mejor manera. Su segundo partido lo jugó cinco días después en otro partido amistoso ante El Salvador; Beto fue reemplazado en el segundo tiempo. Beto en la copa América 2016 entró a los últimos minutos donde Perú le ganó a Haití con gol de Paolo Guerrero el partido terminó 1-0. Fue tomado en cuenta para los duelos por las eliminatorias Rusia 2018 otra vez para los duelos con Bolivia y Ecuador, donde por una lesión en la cabeza fue eliminado de la lista de jugadores del extranjero. 

#### Goles internacionales
| Gol | Fecha              | Sede                                  | Oponente          | Marcador | Resultado | Competición |
| --- | ------------------ | ------------------------------------- | ----------------- | -------- | --------- | ----------- |
| 1.  | 23 de mayo de 2016 | Estadio Nacional del Perú, Lima, Perú | Trinidad y Tobago | 2–0      | 4–0       | Amistoso    |

### Participaciones en Copa América
| Torneo                  | Sede           | Resultado        | Partidos | Goles |
| ----------------------- | -------------- | ---------------- | -------- | ----- |
| Copa América Centenario | Estados Unidos | Cuartos de final | 1        | 0     |

### Selecciones mayores
| Eliminatorias                    | Resultado         | Partidos | Goles |
| -------------------------------- | ----------------- | -------- | ----- |
| Eliminatorias Sudamericanas 2018 | 5.º (clasificado) | 2        | 0     |

## Estadísticas

### Clubes
| Club | Div.          | Temporada     | Liga  | Liga  | Liga    | Copas (1) | Copas (1) | Copas (1) | Internacional (2) | Internacional (2) | Internacional (2) | Total (3) | Total (3) | Total (3) | Promedio |
| Club | Div.          | Temporada     | Part. | Goles | Asist.. | Part.     | Goles     | Asist..   | Part.             | Goles             | Asist..           | Part.     | Goles     | Asist..   | Promedio |
| --- | ------------- | ------------- | ----- | ----- | ------- | --------- | --------- | --------- | ----------------- | ----------------- | ----------------- | --------- | --------- | --------- | -------- |
| Sporting Cristal · Perú | 1.ª           | 2013          | 2     | 0     | 0       | —         | —         | —         | 0                 | 0                 | 0                 | 2         | 0         | 0         | 0.00     |
| Sporting Cristal · Perú | 1.ª           | 2014          | 14    | 2     | 0       | 0         | 0         | 0         | 0                 | 0                 | 0                 | 14        | 2         | 0         | 0.14     |
| Sporting Cristal · Perú | 1.ª           | 2015          | 16    | 6     | 0       | 5         | 0         | 0         | 0                 | 0                 | 0                 | 21        | 6         | 0         | 0.29     |
| Sporting Cristal · Perú | Total club    | Total club    | 32    | 8     | 0       | 5         | 0         | 0         | 0                 | 0                 | 0                 | 37        | 8         | 0         | 0.22     |
| Jong PSV · Países Bajos | 2.ª           | 2015-16       | 16    | 2     | 1       | —         | —         | —         | —                 | —                 | —                 | 16        | 2         | 1         | 0.13     |
| Jong PSV · Países Bajos | 2.ª           | 2016-17       | 11    | 2     | 2       | —         | —         | —         | —                 | —                 | —                 | 11        | 2         | 2         | 0.18     |
| Jong PSV · Países Bajos | Total club    | Total club    | 27    | 4     | 3       | 0         | 0         | 0         | 0                 | 0                 | 0                 | 27        | 4         | 3         | 0.15     |
| Grêmio · Brasil | 1.ª           | 2017          | 12    | 1     | 1       | 1         | 0         | 0         | 0                 | 0                 | 0                 | 13        | 1         | 1         | 0.08     |
| Grêmio · Brasil | Total club    | Total club    | 12    | 1     | 1       | 1         | 0         | 0         | 0                 | 0                 | 0                 | 13        | 1         | 1         | 0.08     |
| Argentinos Juniors Argentina | 1.ª           | 2017-18       | 5     | 0     | 0       | 0         | 0         | 0         | —                 | —                 | —                 | 5         | 0         | 0         | 0.00     |
| Argentinos Juniors Argentina | Total club    | Total club    | 5     | 0     | 0       | 0         | 0         | 0         | 0                 | 0                 | 0                 | 5         | 0         | 0         | 0.00     |
| Lobos BUAP · México | 1.ª           | 2019          | 11    | 1     | 1       | 3         | 0         | 0         | —                 | —                 | —                 | 14        | 1         | 1         | 0.07     |
| Lobos BUAP · México | Total club    | Total club    | 11    | 1     | 1       | 3         | 0         | 0         | 0                 | 0                 | 0                 | 14        | 1         | 1         | 0.07     |
| Deportivo La Coruña · España | 2.ª           | 2019-20       | 7     | 0     | 1       | 2         | 0         | 0         | —                 | —                 | —                 | 9         | 0         | 1         | 0.00     |
| Deportivo La Coruña · España | Total club    | Total club    | 7     | 0     | 1       | 2         | 0         | 0         | 0                 | 0                 | 0                 | 9         | 0         | 1         | 0.00     |
| Alianza Lima · Perú | 1.ª           | 2020          | 10    | 0     | 0       | —         | —         | —         | 1                 | 0                 | 0                 | 11        | 0         | 0         | 0.00     |
| Alianza Lima · Perú | Total club    | Total club    | 10    | 0     | 0       | 0         | 0         | 0         | 1                 | 0                 | 0                 | 11        | 0         | 0         | 0.00     |
| Universidad César Vallejo · Perú | 1.ª           | 2021          | 17    | 2     | 0       | 2         | 0         | 0         | 1                 | 0                 | 0                 | 20        | 2         | 0         | 0.10     |
| Universidad César Vallejo · Perú | 1.ª           | 2022          | 32    | 5     | 2       | —         | —         | —         | 0                 | 0                 | 0                 | 32        | 5         | 2         | 0.16     |
| Universidad César Vallejo · Perú | 1.ª           | 2023          | 3     | 0     | 0       | —         | —         | —         | 0                 | 0                 | 0                 | 3         | 0         | 0         | 0.00     |
| Universidad César Vallejo · Perú | Total club    | Total club    | 52    | 7     | 2       | 2         | 0         | 0         | 1                 | 0                 | 0                 | 55        | 7         | 2         | 0.13     |
| FBC Melgar · Perú | 1.ª           | 2023          | 10    | 0     | 0       | —         | —         | —         | —                 | —                 | —                 | 10        | 0         | 0         | 0.00     |
| FBC Melgar · Perú | Total club    | Total club    | 10    | 0     | 0       | 0         | 0         | 0         | 0                 | 0                 | 0                 | 10        | 0         | 0         | 0.00     |
| Asociación Deportiva Tarma · Perú | 1.ª           | 2024          | 24    | 3     | 0       | —         | —         | —         | 1                 | 0                 | 0                 | 25        | 3         | 0         | 0.09     |
| Asociación Deportiva Tarma · Perú | Total club    | Total club    | 24    | 3     | 0       | 0         | 0         | 0         | 1                 | 0                 | 0                 | 25        | 3         | 0         | 0.09     |
| Cienciano Perú | 1.ª           | 2025          |       |       |         |           |           |           |                   |                   |                   |           |           |           |          |
| Cienciano Perú | Total club    |               |       |       |         |           |           |           |                   |                   |                   |           |           |           |          |
| Total carrera | Total carrera | Total carrera | 190   | 24    | 8       | 13        | 0         | 0         | 3                 | 0                 | 0                 | 205       | 24        | 8         | 0.12     |
| (1) Incluye datos del Torneo del Inca, Primera Liga de Brasil, Copa MX, Copa del Rey, Copa Bicentenario y Liga1 de Perú. (2) Incluye datos de la Copa Libertadores y Copa Sudamericana. (3) No incluye goles en partidos amistosos. |               |               |       |       |         |           |           |           |                   |                   |                   |           |           |           |          |

### Selecciones
| Selección | Temporada     | Amistosos | Amistosos | Amistosos | Sudamérica(1) | Sudamérica(1) | Sudamérica(1) | Mundial | Mundial | Mundial | Total | Total | Total   | Media goleadora |
| Selección | Temporada     | Part.     | Goles     | Asist..   | Part.         | Goles         | Asist..       | Part.   | Goles   | Asist.. | Part. | Goles | Asist.. | Media goleadora |
| --- | ------------- | --------- | --------- | --------- | ------------- | ------------- | ------------- | ------- | ------- | ------- | ----- | ----- | ------- | --------------- |
| Sub-15 · Perú | 2011          | —         | —         | —         | 3             | 0             | 0             | —       | —       | —       | 3     | 0     | 0       | 0.00            |
| Sub-15 · Perú | Total         | 0         | 0         | 0         | 3             | 0             | 0             | 0       | 0       | 0       | 3     | 0     | 0       | 0.00            |
| Sub-17 · Perú | 2013          | —         | —         | —         | 11            | 5             | 0             | —       | —       | —       | 11    | 5     | 0       | 0.45            |
| Sub-17 · Perú | Total         | 0         | 0         | 0         | 11            | 5             | 0             | 0       | 0       | 0       | 11    | 5     | 0       | 0.45            |
| Sub-20 · Perú | 2015          | —         | —         | —         | 8             | 2             | 1             | —       | —       | —       | 8     | 2     | 1       | 0.25            |
| Sub-20 · Perú | Total         | 0         | 0         | 0         | 8             | 2             | 1             | 0       | 0       | 0       | 8     | 2     | 1       | 0.25            |
| Adulta · Perú | 2016          | 2         | 1         | 0         | 3             | 0             | 0             | —       | —       | —       | 5     | 1     | 0       | 0.20            |
| Adulta · Perú | 2018          | 1         | 0         | 0         | —             | —             | —             | —       | —       | —       | 1     | 0     | 0       | 0.00            |
| Adulta · Perú | 2019          | 2         | 0         | 0         | —             | —             | —             | —       | —       | —       | 2     | 0     | 0       | 0.00            |
| Adulta · Perú | Total         | 5         | 1         | 0         | 3             | 0             | 0             | 0       | 0       | 0       | 8     | 1     | 0       | 0.13            |
| Total carrera | Total carrera | 5         | 1         | 0         | 25            | 7             | 1             | 0       | 0       | 0       | 30    | 8     | 1       | 0.27            |
| (1) Incluye los partidos del Sudamericano Sub-15 (2011) / Sudamericano Sub-17 (2013), Juegos Bolivarianos (2013) / Sudamericano Sub-20 (2015) / Copa América (2016), Clasificatorias Sudamericanas (2016-2017). |               |           |           |           |               |               |               |         |         |         |       |       |         |                 |

## Palmarés

### Campeonatos nacionales
| Título | Equipo           | País | Año  |
| ------ | ---------------- | ---- | ---- |
| Liga 1 | Sporting Cristal | Perú | 2014 |

### Campeonatos internacionales
| Título              | Equipo                | Sede    | Año  |
| ------------------- | --------------------- | ------- | ---- |
| Juegos Bolivarianos | Selección Perú Sub-18 | Perú    | 2013 |
| Copa Libertadores   | Grêmio                | Lanús   | 2017 |
| Campeones Cup       | Tigres UANL           | Toronto | 2018 |